# GUM (Norm)
GUM ist die Abkürzung für den 1993 veröffentlichten und zuletzt 2008 überarbeiteten ISO/BIPM-Leitfaden Guide to the Expression of Uncertainty in Measurement. Die Technische Regel ISO/IEC Guide 98-3:2008-09 Messunsicherheit – Teil 3: Leitfaden zur Angabe der Unsicherheit beim Messen ist identisch mit dem frei verfügbaren Leitfaden JCGM 100:2008 Evaluation of measurement data — Guide to the expression of uncertainty in measurement.

## Entstehungsgeschichte
Die Anfänge des GUM reichen bis in das Jahr 1978 zurück. Zu jener Zeit hatte eine deutsche Großforschungseinrichtung ein „Seminar über die Angabe der Messunsicherheit“ veranstaltet. Im Rahmen des Seminars wurde deutlich, dass das uns von Carl Friedrich Gauß übergebene Konzept der Fehlerrechnung unvollständig und die Fehlerrechnung damit zu revidieren sei. In der Tat hatte Gauß einen zweiten, von ihm selbst sehr wohl erkannten und diskutierten Fehler, den „unbekannten systematischen Fehler“, nicht in seinen Formalismen zum Tragen gebracht. Vor dem Hintergrund fortgeschrittener Methoden der Metrologie ließ sich diese Maßnahme jedoch nicht länger vertreten.
Es gab bis dahin also kein einheitlich praktiziertes Verfahren, statistische und nicht-statistische Einflussgrößen auf ein Messergebnis gemeinsam in einem geschlossenen Formalismus zu bewerten. Vor diesem Hintergrund wurden der Begriff der Messunsicherheit definiert und teilweise neue Methoden zu seiner Bestimmung entwickelt. Allerdings sah sich der GUM, parallel zu seinem Entstehen in den Folgejahren, stets der Kritik ausgesetzt. 1995 wurde der GUM mit einem Korrekturblatt versehen, 2008 überarbeitet, um ein Beiblatt ergänzt und neu herausgegeben. Das Beiblatt beschreibt die Anwendung der Monte-Carlo-Methode zur Ermittlung der Messunsicherheit.
Eine Revision des GUM wurde im Jahr 2014 begonnen.

## Ziel und Methoden
Ziel des Leitfadens ist eine international einheitliche Vorgehensweise beim Ermitteln und Angeben von Messunsicherheiten, um Messergebnisse weltweit vergleichbar zu machen.
Zur Bewertung aller Einflussgrößen auf eine Messung stehen zwei Kategorien von Methoden zur Verfügung, die kombiniert werden:
- Typ A: Berechnung der Messunsicherheit durch statistische Analyse der Messungen
- Typ B: Berechnung der Messunsicherheit mit anderen Mitteln als der statistischen Analyse

Dabei wird für jede Einflussgröße angegeben, mit welcher Methode sie bewertet wird und wie stark sie die gesamte Messunsicherheit beeinflusst. Diese Vorgehensweise soll helfen, eine realistische und nachvollziehbare Messunsicherheit zu ermitteln. Die Prinzipien des GUM können auf alle Situationen des Messens und Kalibrierens angewendet werden. Bei Kalibrierscheinen von akkreditierten Kalibrierlaboratorien ist der GUM die verbindliche Grundlage zur Ermittlung der Messunsicherheit.